# Yoann Court
Yoann Court (* 14. Januar 1990 in Carpentras) ist ein französischer Fußballspieler.

## Karriere

### Verein
Das Fußballspielen begann Court im Kindesalter in seiner Geburtsstadt Carpentras, von wo aus er 1999 nach Avignon wechselte; er lief dort für zwei lokale Vereine auf, bis er 2005 mit 15 Jahren in die Jugendmannschaft des Erstligisten Olympique Lyon aufgenommen wurde. Bei Lyon gelang ihm 2008 der Sprung in die Reservemannschaft, für die er fortan zu regelmäßigen Einsätzen in der vierten Liga kam. Eine Aufnahme in die Erstligamannschaft erreichte er hingegen nicht, weswegen er 2010 dem Klub den Rücken kehrte und im Zweitligisten CS Sedan einen neuen Arbeitgeber fand.
Sein Debüt in der zweithöchsten französischen Spielklasse und damit zugleich sein Profidebüt absolvierte er mit 20 Jahren am 13. August 2010 bei einem 1:0 gegen Grenoble Foot; er wurde dabei in der 69. Minute eingewechselt und erzielte in der 78. Minute das Siegtor. Anschließend kam er zu einigen weiteren Einsätzen, bevor er in der Rückrunde der Saison 2010/11 zum Stammspieler avancierte. Diese Rolle konnte er in den folgenden Jahren beibehalten, musste 2013 allerdings den Abstieg seines Vereins in die dritte Liga hinnehmen. Dem sportlichen Abstieg folgte der Zwangsabstieg in die Fünftklassigkeit, sodass Court dem Klub den Rücken kehrte und im Juli 2013 beim Zweitligisten ES Troyes AC unterschrieb. Bei Troyes erkämpfte er sich ebenfalls einen Platz in der ersten Elf und erreichte mit dem Klub 2015 den Aufstieg in die höchste französische Spielklasse. Am 8. August 2015 debütierte er bei einem 0:0 gegen den Mitaufsteiger GFC Ajaccio in der ersten Liga und erlebte anschließend eine Saison, die für Troyes als abgeschlagener Tabellenletzter mit dem Wiederabstieg endete. 2016 wechselte er zum Zweitligisten Gazélec FC Ajaccio auf die französische Insel Korsika. In der Winterpause 2017/18 folgte dann der Wechsel zum Ligarivalen FC Bourg-Péronnas. Dort verblieb er bis Saisonende, als er sich Stade Brest anschloss. Im September 2020 wechselte der Franzose zu SM Caen.

### Nationalmannschaft
Das Turnier von Toulon im Jahr 2011 bot den Anlass zur Berufung des Spielers in die französische U-20-Auswahl. Nach seinem Debüt am 2. Juni 2011 bei einem 4:1-Erfolg gegen Mexiko folgten vier weitere Partien. Danach wurde er allerdings kein weiteres Mal für eine Jugendauswahl seines Landes berücksichtigt.